# دیوروچکه
دیوروچکه (به مجاری:  Győröcske) یک منطقهٔ مسکونی در مجارستان است که در ناحیه زاهونی واقع شده‌است. دیوروچکه ۲٫۰۸ کیلومتر مربع مساحت و ۱۲۴ نفر جمعیت دارد.